# Camarasauromorpha
Camarasauromorpha es un clado inactivo de dinosaurios saurópodos que vivieron desde el Jurásico medio (hace aproximadamente 169 millones de años, en el Bathoniense) hasta el Cretácico superior (hace aproximadamente 65 millones de años, desde el Maastrichtiense), en lo que hoy es América, Asia, Europa y Australia.

## Historia
Es un clado nodal descrito por Salgado et al en 1997. De similar contenido taxonómico que macronaria de Wilson & Sereno de 1998, pero este último es más inclusivo. Upchurch eligió este clado para contener a Camarasaurio y a saltasaurio pero no a los macronarias basales.

## Sistemática
Se lo define como el ancestro común más reciente de camarasaurio y saltasaurio y todos los descendientes de este ancestro.